# NanoSatC-Br 2
O NanoSatC-Br 2 é um microssatélite brasileiro, ele é o segundo CubeSat da série NanoSatC-Br que está em execução no âmbito do Convênio do Instituto Nacional de Pesquisas Espaciais (INPE), através de sua subunidade o Centro Regional Sul de Pesquisas Espaciais (CRS) com a Universidade Federal de Santa Maria (UFSM).

## Objetivo
Segundo informações, o NanoSatC-Br 2 é um CubeSat 2U que tem como objetivo duas missões no espaço, uma científica e a outra tecnológica.
Na missão científica o objetivo é coletar dados do campo magnético terrestre, principalmente na região da Anomalia Magnética da América do Sul.
Já na missão tecnológica o CubeSat do INPE/UFSM tem como objetivo testar em voo circuitos integrados projetados no Brasil com resistência à radiação espacial, e assim visar futuramente a utilização desses circuitos em missões de satélites brasileiros de maior porte.
A intenção é também o satélite ter um transponder para ser usado em radioamadorismo.